# 뉴 단간론파 V3: 모두의 살인 신학기
《뉴 단간론파 V3: 모두의 살인 신학기》(일본어: ニューダンガンロンパV3 みんなのコロシアイ新学期)는 스파이크 춘소프트가 개발한 《단간론파 시리즈》 게임이다. 이 게임은 2017년 1월 일본에서, 9월 NIS 아메리카가 북아메리카와 유럽에서 출시했다.